# Alix von Frankreich, Gräfin von Blois
Alix von Frankreich (* 1150; † 1197/1198) war die zweite Tochter König Ludwigs VII. aus seiner ersten Ehe mit Eleonore von Aquitanien. Sie wurde nach ihrer Tante Petronilla getauft, die ebenfalls „Alix“ genannt wurde. Die Geburt einer zweiten Tochter anstelle des benötigten Sohnes überschattete die bereits zerrüttete Ehe ihrer Eltern noch mehr, woraufhin die Verbindung annulliert wurde.
Alix und ihre ältere Schwester Marie wurden von der Mutter getrennt, die umgehend Frankreich verlassen musste, nach Poitiers ging und dort den späteren König Heinrich II. heiratete. Die Kinder Alix und Marie wurden für legitim erklärt. Ludwig heiratete noch zweimal. Alix’ Halbbrüder herrschten in Frankreich (Philipp) und England (Richard und Johann).
1164 heiratete sie Theobald V. von Blois, ihre Schwester dessen Bruder Heinrich. Als Alix’ Ehemann östlich zog, übernahm sie die Regentschaft, was sie auch nach dessen Tod 1191 in Vertretung für ihren minderjährigen Sohn tat.
Aus der Ehe mit Theobald V. von Blois stammten sieben Kinder:
1. Theobald, † jung
2. Philipp, † jung
3. Heinrich, † jung
4. Ludwig († 1205)
5. Alix, Äbtissin von Fontevrault
6. Margarete (* um 1170 † 12. Juli 1230), Pfalzgräfin von Burgund, 1218 Gräfin von Blois und Châteaudun, ⚭ 1) Hugues III. d’Oisy, Kastellan (châtelain) von Cambrai; ⚭ 2) Otto I., Pfalzgraf von Burgund; ⚭ 3) Walter II. von Avesnes, Herr von Avesnes, Guise etc.
7. Elisabeth (Isabella) († 1248), der ihr Neffe Theobald VI. die Grafschaft Chartres und die Herrschaft Château-Renault überließ.